# Cerro de los Castillones
El yacimiento del cerro de los Castillones se encuentra en la zona noroeste de la provincia de Málaga, en el municipio de Campillos. Ubicado sobre una colina caliza, presenta su lado meridional con cierta pendiente, mientras que sus otras laderas descienden muy suavemente hacia el llano, hecho que ha condicionado la estructura del asentamiento.

## Descripción
Se han documentado diversos sectores con una presencia más o menos homogénea de restos arqueológicos. La zona oeste se caracteriza por contar con un grupo de edificaciones donde se muestra una clara superposición de estructuras. La secuencia estudiada ha permitido localizar, entre otros, un edificio romano de planta rectangular que se sustenta en parte sobre estructuras ibéricas. De esta construcción romana hay que destacar la longitud de su muro meridional de cierre, que cuenta con más de 22 metros, así como el uso de varias técnicas constructivas para su realización.
Los paramentos romanos de esta zona se han construido mediante piedras irregulares, ladrillos e incluso sillares reaprovechados, con los laterales bien escuadrados, mientras que los muros ibéricos se realizan mediante piedras irregulares unidas con barro.
En el sector meridional aparecen una serie de construcciones, separadas unos tres metros de las anteriores y que parecen constituir un núcleo aparte del gran edificio romano descrito anteriormente. En todo el ámbito sur se documentan viviendas, cuyas disposiciones y estructuras son parecidas, que cuentan con suelos de opus signinum.
Por otro lado, el sector oriental parece tener una funcionalidad clara relacionada con estructuras hidráulicas. Entre ellas destaca la presencia de varias piletas y un canalillo de ímbrices cubierto de piedras y sillarejos, pero sin conexión clara con el resto. Posiblemente estaría conectado con el acueducto que partía de la Fuente Pilar a 1,5 km al suroeste del yacimiento. El límite norte de estas construcciones es un grueso muro que se refuerza por grandes sillares en las esquinas, donde se reconoce la existencia de un pavimento de opus signinum.
Los datos actuales indican que el yacimiento se cerró por el norte y el oeste mediante un grueso muro que sirvió de contención del terreno y también para salvar el desnivel, dado que se ha documentado en época romana su recubrimiento de opus signinum hasta enrasar con la zona del grueso de construcciones.
Por lo tanto hay que resaltar de este yacimiento el estudio estratigráfico, que ha permitido localizarlo cronológicamente desde los inicios del principado de Augusto (último cuarto del siglo I a. C.) hasta la época trajanea (primer cuarto del siglo II d. C.). Destacan también las peculiares dimensiones de algunas de sus edificaciones junto al abundante y rico material registrado.